# All-Ireland Senior Hurling Championship 1931
L'All-Ireland Senior Football Championship 1931 fu l'edizione numero 45 del principale torneo di hurling irlandese. Cork batté in finale Kilkenny, ottenendo l'undicesimo titolo della sua storia.

## Formato
Si tennero solo i campionati provinciali di Leinster e Munster, i cui vincitori avrebbero avuto accesso diretto all'All-Ireland, dove avrebbe avuto accesso anche Galway, ammessa di diritto.

## Torneo
Leinster Senior Hurling Championship
| Tullamore 17 maggio 1931 Quarto di finale | Offaly | 3-2 – 3-5 | Meath | O'Connor Park |

| 31 maggio 1931 Quarto di finale | Wexford | 1-1 – 8-8 | Kilkenny | New Ross |

| Kilkenny 21 giugno 1931 Semifinale | Laois | 2-2 – 1-3 | Dublin | Nowlan Park |

| Kilkenny 5 luglio 1931 Semifinale | Kilkenny | 5-9 – 1-2 | Meath | Nowlan Park (10 000 spett.) |

| Kilkenny 2 agosto 1931 Finale | Kilkenny | 4-7 – 4-2 | Laois | Nowlan Park (10 000 spett.) |

Munster Senior Hurling Championship
| Cork 10 maggio 1931 Quarto di finale | Tipperary | 3-4 – 0-2 | Limerick | Cork Athletic Grounds |

| Thurles 28 giugno 1931 Quarto di finale | Cork | 3-4 – 1-6 | Clare | Thurles Sportsfield |

| Thurles 26 luglio 1931 Semifinale | Tipperary | 2-3 – 3-5 | Cork | Thurles Sportsfield (30 000 spett.) |

| Clonmel 16 agosto 1931 Finale | Cork | 1-9 – 4-0 | Waterford | Clonmel GAA Ground (10 000 spett.) |

| Clonmel 30 agosto 1931 Finale replay, ore 3:15pm | Cork                  | 5-4 – 1-2 | Waterford | Clonmel GAA Ground (15 000 spett.)\| Arbitro: \| W. Gleeson (Limerick) \| |
| Arbitro:                                         | W. Gleeson (Limerick) |           |           |                                                                           |

All-Ireland Senior Hurling Championship
| Dublino 16 agosto 1931 Semifinale | Kilkenny | 7-2 – 3-1 | Galway | Croke Park (10 000 spett.) |

| Dublino 6 settembre 1931 Finale | Cork                | 1-6 – 1-6 | Kilkenny | Croke Park (26 460 spett.)\| Arbitro: \| S. Robbins (Offaly) \| |
| Arbitro:                        | S. Robbins (Offaly) |           |          |                                                                 |

| Dublino 11 ottobre 1931 Finale replay | Cork                | 2-5 – 2-5 | Kilkenny | Croke Park (33 124 spett.)\| Arbitro: \| S. Robbins (Offaly) \| |
| Arbitro:                              | S. Robbins (Offaly) |           |          |                                                                 |

| Dublino 1º novembre 1931 Finale secondo replay | Cork                 | 5-8 – 3-4 | Kilkenny | Croke Park (31 935 spett.)\| Arbitro: \| W. Walsh (Waterford) \| |
| Arbitro:                                       | W. Walsh (Waterford) |           |          |                                                                  |